# Carl Franz Bally

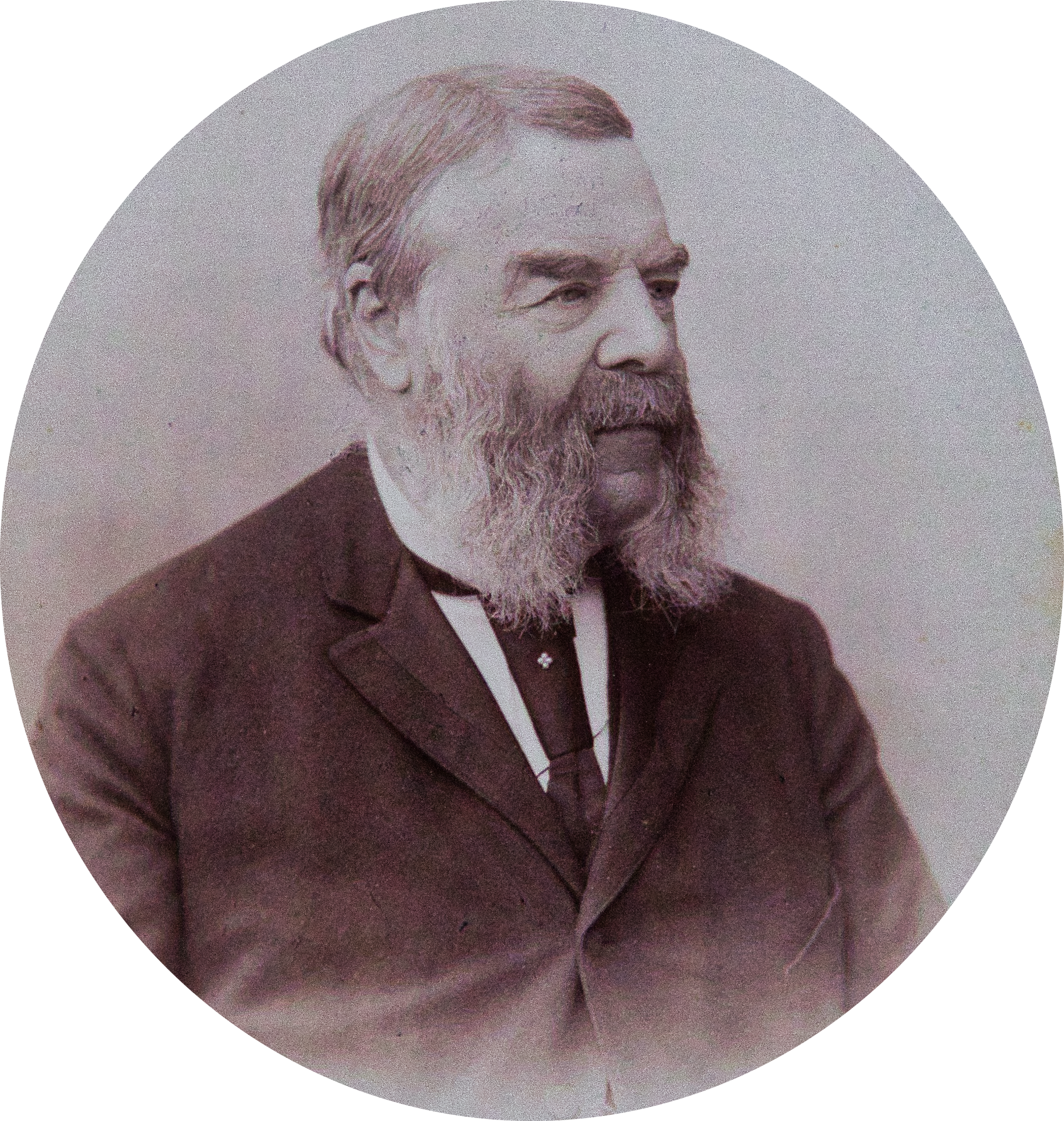
Carl Franz Bally

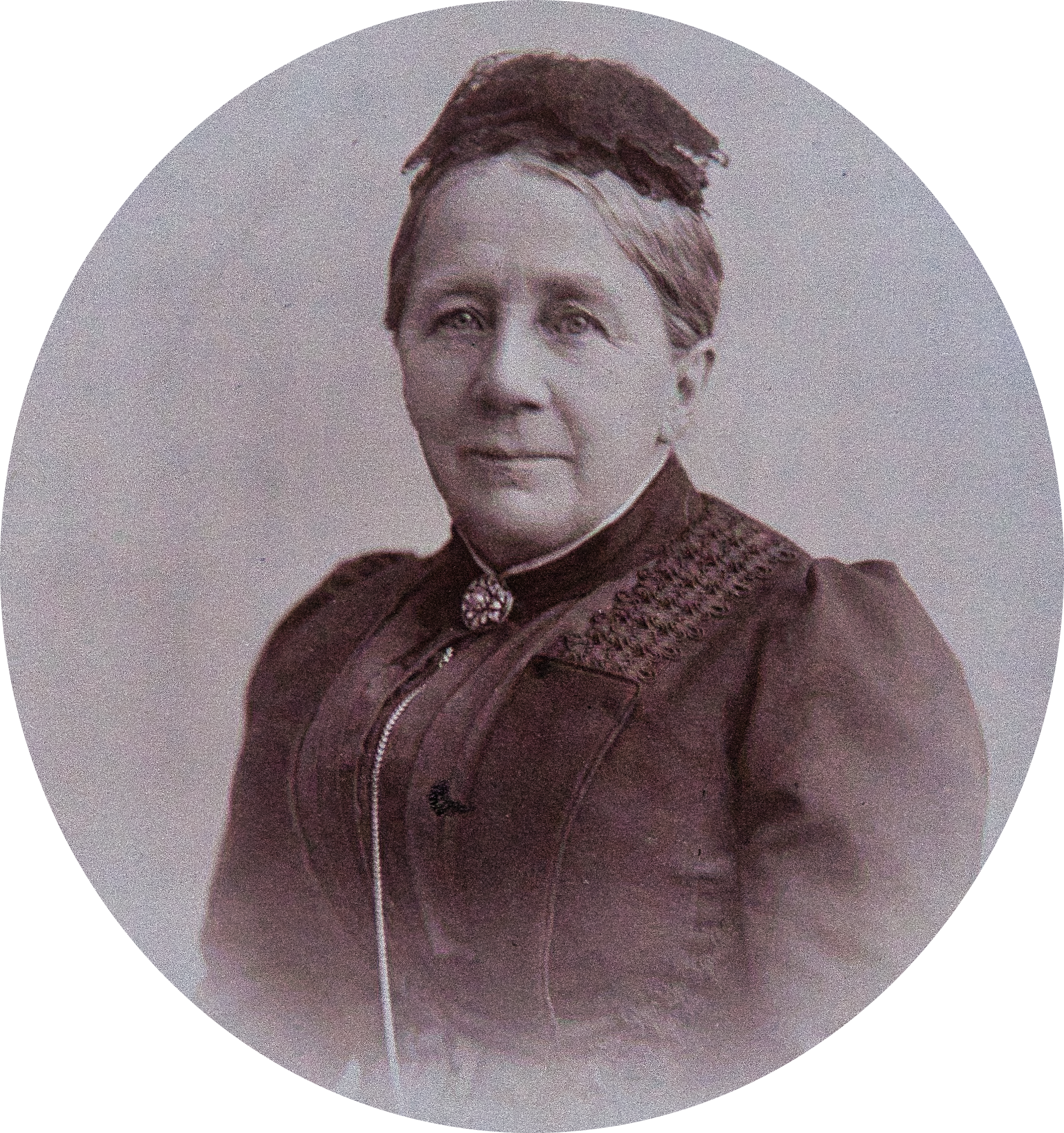
Cecile Bally-Rychner, Mutter von Eduard und Arthur Bally

Carl Franz Bally (* 24. Oktober 1821 in Schönenwerd, Kanton Solothurn; † 15. August 1899 in Basel) war ein Schweizer Unternehmer. Er gründete die Schuhfabrik Bally.

## Biografie
Bally war ein Enkel des österreichischen Einwanderers Franz Ulrich Bally und Sohn des Seidenbandhändlers Peter Bally. Er hatte dreizehn Geschwister: zehn Brüder und drei Schwestern. Zwei Brüder und eine Schwester starben jung. Wie alle seine neun Brüder arbeitete er in der väterlichen Firma mit, dies, nachdem er den Besuch der Bezirksschule Rheinfelden und der Kantonsschule in Aarau sowie einen Sprachaufenthalt in Nyon absolviert hatte. Im Jahr 1837 trat Bally im Alter von 17 Jahren in das Geschäft seines Vaters ein.
Im Jahr 1846 heiratete Bally Cäcilie Rychner. Sie bekamen zwei Söhne, Eduard Bally (1847–1926) und Arthur Bally (1849–1912), die nach abgeschlossener Ausbildung in das Unternehmen eintraten. Zu seinen Enkeln gehörte der spätere Unternehmer und Politiker Iwan Bally und der Unternehmer Max Bally.
Sein Sohn und spätere Nationalrat Eduard Bally heiratete 1874 Marie Prior. Zusammen gründeten sie 1910 in Schönenwerd das Bally-Prior Museum. Wegen fehlender Finanzierung wurden seine Sammlungen 2003 versteigert und das Museum geschlossen. Ein Teil der Sammlung wird heute im Kantonalen Geologischen Museum in Lausanne aufbewahrt.
Kurz vor dem Tod von Peter Bally wurde das Unternehmen der Familie aufgeteilt. Carl Franz und sein Bruder Fritz Bally erhielten die Hosenträger- und Elastique-Fabrikation «Bally & Co.» in Schönenwerd. Im Jahr 1851 gründete er mit seinem Bruder Fritz das Unternehmen Bally, nachdem er auf einer Reise nach Paris die Idee hatte, dass eine auf Massenanfertigung basierende Schuhproduktion in der Schweiz Potential haben könne. Fritz Bally stieg bereits 1854 aus dem Unternehmen aus.
Bally war ein unermüdlicher Firmengründer. Obwohl sich seine Schuhe wegen schlechter Passform und weil sie klobig wirkten anfangs schlecht verkauften und er seine Angestellten nur unregelmässig und verspätet bezahlen konnte, blieb er seiner Vision treu. Erst die Gelegenheit, seine fabrizierten Schuhe nach Südamerika zu exportieren, wo sie bei Pflanzern und Kolonisten Abnehmer fanden, verbesserte 1857 die wirtschaftliche Lage des Unternehmens. Nach einer Studienreise seines Sohns Eduard in die USA wurde die Produktion ab 1870 konsequent auf Maschinenarbeit umgestellt und die Schuhe, die mittlerweile wegen ihrer Qualität und Eleganz bekannt waren, wurden in einem weltweit präsenten Filialnetz vertrieben.
Bally, der neben Schönenwerd weitere Produktionsstandorte in der Schweiz errichtete und die Schicht- und Sonntagsarbeit einführte, war politisch aktiv. 

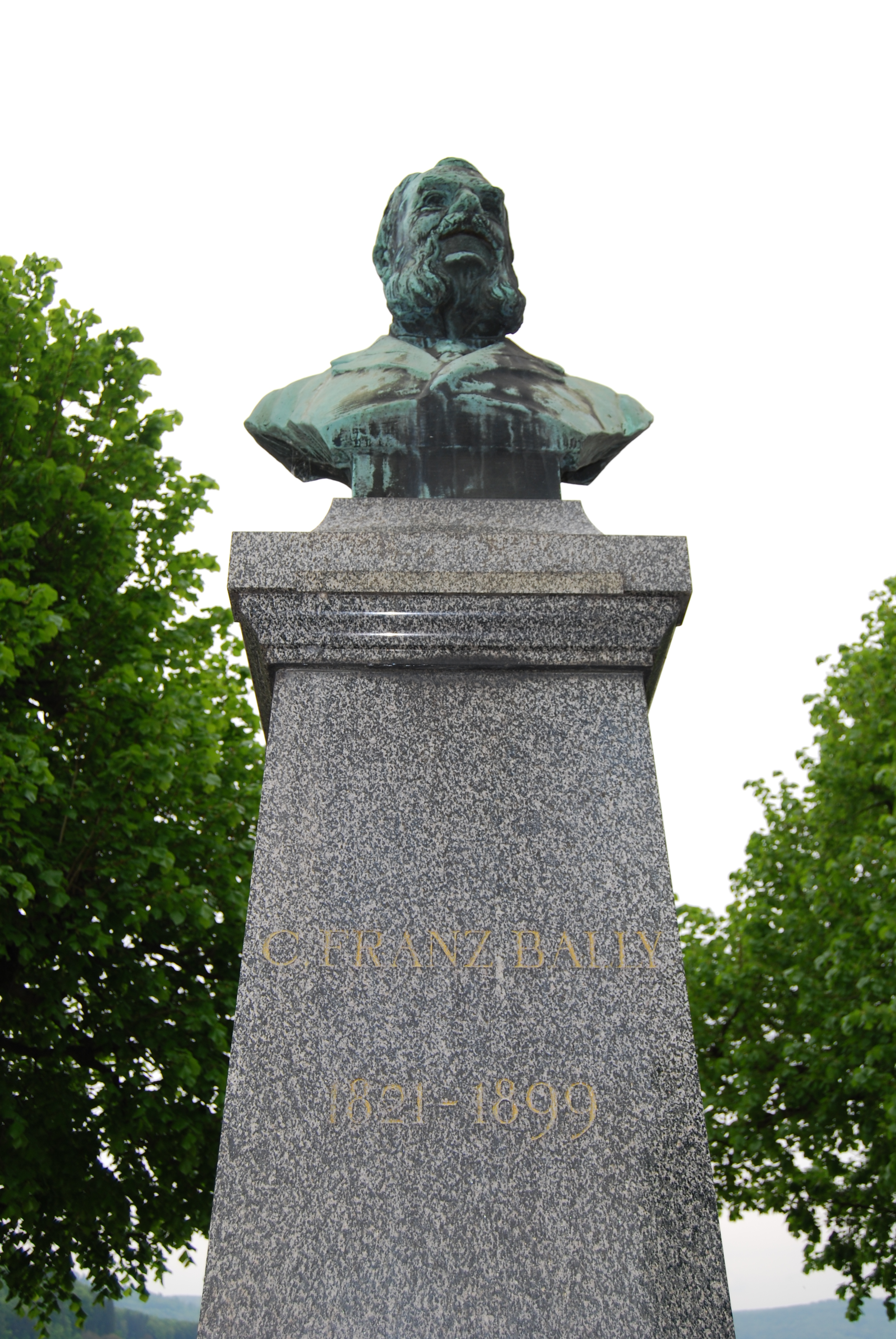
Carl-Franz-Bally-Denkmal von Richard Kissling in Schönenwerd

Er wirkte von 1849 bis 1865 im Gemeinderat von Schönenwerd mit, 1861–1886 war er Mitglied des Solothurner Kantonsrats, wobei er dort die Radikalliberalen vertrat. 1874 zählte er zu den Mitbegründern des Solothurner Handels- und Industrievereins. Ab März 1876 nahm Bally auch im Nationalrat Einsitz, dies «mit dem einzigen Ziel, ein Patentschutzgesetz aufzugleisen»; er gilt deshalb auch als «Vater des eidgenössischen Patentschutzgesetzes.» Gleichzeitig mit ihm vertraten u. a. Hermann Dietler und Leo Josef Weber den Kanton Solothurn im Nationalrat. Ebenso wie Weber war Bally in seinem Heimatkanton stark engagiert beim Aufbau der christkatholischen Kirche der Schweiz, wobei Bally viele Jahre als Präsident der christkatholischen Gemeinde im Einsatz war.
Er hinterliess ein Schuhimperium, das die Industrialisierung der Schweiz vorangetrieben hat.
Richard Kissling schuf für Bally in Schönenwerd ein Denkmal. Seine letzte Ruhe fand Bally auf dem Friedhof seines Geburtsortes Schönenwerd im Kanton Solothurn.

## Filme
- Bruno Moll: Der Schuh des Patriarchen. Portrait der Unternehmerfamilie Bally: Carl Franz Bally 1821–1899, Eduard Bally 1847–1926, Ivan Bally. 1988